# Miriam Sterman
Miriam Elisabeth Sterman (Amsterdam, 28 juli 1944 - Bilthoven, 23 november 2020) was een Nederlandse cultureel antropoloog en surinamist.
Na een gymnasiumopleiding in Rotterdam en Arnhem te hebben gevolgd, studeerde Sterman culturele antropologie bij de hoogleraren H.Th. Fischer, J. van Baal en H.U.E. Thoden van Velzen aan de Rijksuniversiteit Utrecht. Kort na haar afstuderen in 1972 vertrok zij met partner Chris de Beet, eveneens een Utrechts antropoloog, naar Suriname voor een veldwerk bij de Matawai, een gemeenschap van Marrons die gevestigd is langs een deel van de Saramaca in het binnenland. Ze zouden er meer dan twee jaar onderzoek verrichten; later promoveerden zij op dit onderzoek bij Thoden van Velzen op een gezamenlijke dissertatie. Miriam Sterman is een aantal jaren daarna werkzaam geweest bij het door de WOTRO gesubsidieerde project Bronnenonderzoek Bosnegersamenlevingen. Alleen of met onderzoekspartners publiceerde zij enkele monografieën, gebaseerd op archiefonderzoek.
Mirjam Sterman overleed op 76-jarige leeftijd aan een ongeneeslijke ziekte.

## Selecte bibliografie
- 'Male Absenteeism and Nutrition: Factors Affecting Fertility in Matawai Bush Negro Society' (met Chris de Beet), in: Nieuwe West-Indische Gids 52, 1978, pp. 131-163.
- 'Inleiding' en bewerking van Izaak Albitrouw, Tori foe da bigin foe Anake: verslag van een messianistische beweging". Utrecht: Rijksuniversiteit Utrecht, Instituut voor Culturele Antropologie, 1978 [Bronnen voor de Studie van Bosneger Samenlevingen, deel 2].
- 'Inleiding' en bewerking van Izaak Albitrouw, Zendingsarbeid in Aurora onder de Saramaka bosnegers van 1891 tot 1896. Utrecht: Rijksuniversiteit Utrecht. Instituut voor Culturele Antropologie, 1979 [Bronnen voor de Studie van Bosneger Samenlevingen, deel 3].
- Aantekeningen over de geschiedenis van de Kwinti en het dagboek van Kraag (1894-1896) (met Chris de Beet). Utrecht: Rijksuniversiteit Utrecht, Instituut voor Culturele Antropologie, 1980 [Bronnen voor de Studie van Bosneger Samenlevingen, deel 6].
- People in Between: The Matawai Maroons of Suriname (met Chris de Beet). Proefschrift Rijksuniversiteit Utrecht, 1981.

- Digitale Bibliotheek voor de Nederlandse Letteren: ster081
- Gemeinsame Normdatei: 1145542549
- International Standard Name Identifier: 0000 0000 6340 9381
- Library of Congress Control Number: n81025354
- Nationale Bibliotheek van Israël: 987007420729105171
- Nederlandse Thesaurus van Auteursnamen: 068444141
- Système universitaire de documentation: 143835696
- Virtual International Authority File: 275239669
- WorldCat: E39PBJmtx93CQTw9jdHXFYmDbd